# Wereldkampioenschappen schoonspringen 2022 – eenmeterplank vrouwen
Het schoonspringen vanaf de eenmeterplank voor vrouwen tijdens de wereldkampioenschappen schoonspringen 2022 vond plaats op 29 juni 2022 in de Donau-arena in Boedapest.

## Uitslag
De eerste twaalf deelnemers, hier aangegeven met groen, gingen door naar de finale.
| Rang   | Naam                 | Land                | Voorronde                 | Voorronde                 | Finale                    | Finale                    |
| Rang   | Naam                 | Land                | Punten                    | Rang                      | Punten                    | Rang                      |
| ------ | -------------------- | ------------------- | ------------------------- | ------------------------- | ------------------------- | ------------------------- |
| Goud   | Li Yajie             | China               | 278,95                    | 1                         | 300,85                    | 1                         |
| Zilver | Sarah Bacon          | Verenigde Staten    | 257,15                    | 3                         | 276,65                    | 2                         |
| Brons  | Mia Vallée           | Canada              | 249,60                    | 9                         | 276,60                    | 3                         |
| 4      | Chiara Pellacani     | Italië              | 251,05                    | 7                         | 269,25                    | 4                         |
| 5      | Georgia Sheehan      | Australië           | 252,90                    | 6                         | 260,95                    | 5                         |
| 6      | Grace Reid           | Verenigd Koninkrijk | 254,85                    | 4                         | 257,50                    | 6                         |
| 7      | Jette Müller         | Duitsland           | 249,45                    | 10                        | 256,15                    | 7                         |
| 8      | Michelle Heimberg    | Zwitserland         | 253,10                    | 5                         | 255,60                    | 8                         |
| 9      | Margo Erlam          | Canada              | 250,75                    | 8                         | 246,10                    | 9                         |
| 10     | Brooke Schultz       | Verenigde Staten    | 246,45                    | 11                        | 244,20                    | 10                        |
| 11     | Emilia Nilsson       | Zweden              | 262,95                    | 2                         | 241,05                    | 11                        |
| 12     | Emma Gullstrand      | Zweden              | 246,10                    | 12                        | 225,55                    | 12                        |
| 13     | Elena Bertocchi      | Italië              | 246,05                    | 13                        | Uitgeschakeld             | Uitgeschakeld             |
| 14     | Esther Qin           | Australië           | 243,20                    | 14                        | Uitgeschakeld             | Uitgeschakeld             |
| 15     | Yasmin Harper        | Verenigd Koninkrijk | 241,50                    | 15                        | Uitgeschakeld             | Uitgeschakeld             |
| 16     | Daphne Wils          | Nederland           | 236,90                    | 16                        | Uitgeschakeld             | Uitgeschakeld             |
| 17     | Saskia Oettinghaus   | Duitsland           | 236,55                    | 17                        | Uitgeschakeld             | Uitgeschakeld             |
| 18     | Kim Su-ji            | Zuid-Korea          | 234,95                    | 18                        | Uitgeschakeld             | Uitgeschakeld             |
| 19     | Arantxa Chávez       | Mexico              | 231,60                    | 19                        | Uitgeschakeld             | Uitgeschakeld             |
| 20     | Kaja Skrzek          | Polen               | 228,20                    | 20                        | Uitgeschakeld             | Uitgeschakeld             |
| 21     | Diana Pineda         | Colombia            | 226,25                    | 21                        | Uitgeschakeld             | Uitgeschakeld             |
| 22     | Daniela Zapata       | Colombia            | 222,50                    | 22                        | Uitgeschakeld             | Uitgeschakeld             |
| 23     | Lauren Hallaselkä    | Finland             | 222,30                    | 23                        | Uitgeschakeld             | Uitgeschakeld             |
| 24     | Maha Gouda           | Egypte              | 221,30                    | 24                        | Uitgeschakeld             | Uitgeschakeld             |
| 25     | Anna Lucia Rodrigues | Brazilië            | 220,25                    | 25                        | Uitgeschakeld             | Uitgeschakeld             |
| 26     | Maha Eissa           | Egypte              | 217,40                    | 26                        | Uitgeschakeld             | Uitgeschakeld             |
| 27     | Aleksandra Błażowska | Polen               | 216,15                    | 27                        | Uitgeschakeld             | Uitgeschakeld             |
| 28     | Ong Ker Ying         | Maleisië            | 214,60                    | 28                        | Uitgeschakeld             | Uitgeschakeld             |
| 29     | Gladies Haga         | Indonesië           | 214,00                    | 29                        | Uitgeschakeld             | Uitgeschakeld             |
| 30     | Nais Gilles          | Frankrijk           | 213,40                    | 30                        | Uitgeschakeld             | Uitgeschakeld             |
| 31     | Džeja Patrika        | Letland             | 213,35                    | 31                        | Uitgeschakeld             | Uitgeschakeld             |
| 32     | Madeline Coquoz      | Zwitserland         | 206,35                    | 32                        | Uitgeschakeld             | Uitgeschakeld             |
| 33     | Clare Cryan          | Ierland             | 203,60                    | 33                        | Uitgeschakeld             | Uitgeschakeld             |
| 34     | Bailey Heydra        | Zuid-Afrika         | 200,45                    | 34                        | Uitgeschakeld             | Uitgeschakeld             |
| 35     | Luana Lira           | Brazilië            | 198,20                    | 35                        | Uitgeschakeld             | Uitgeschakeld             |
| 36     | Natalia Mayorga      | Mexico              | 195,55                    | 36                        | Uitgeschakeld             | Uitgeschakeld             |
| 37     | Estilla Mosena       | Hongarije           | 194,15                    | 37                        | Uitgeschakeld             | Uitgeschakeld             |
| 38     | Helle Tuxen          | Noorwegen           | 189,55                    | 38                        | Uitgeschakeld             | Uitgeschakeld             |
| 39     | Cho Eun-bi           | Zuid-Korea          | 187,75                    | 39                        | Uitgeschakeld             | Uitgeschakeld             |
| 40     | Emma Veisz           | Hongarije           | 187,50                    | 40                        | Uitgeschakeld             | Uitgeschakeld             |
| 41     | Maggie Squire        | Nieuw-Zeeland       | 185,50                    | 41                        | Uitgeschakeld             | Uitgeschakeld             |
| 42     | Zalika Methula       | Zuid-Afrika         | 184,20                    | 42                        | Uitgeschakeld             | Uitgeschakeld             |
| 43     | Ana Ricci            | Peru                | 178,05                    | 43                        | Uitgeschakeld             | Uitgeschakeld             |
| 44     | Caroline Kupka       | Noorwegen           | 161,80                    | 44                        | Uitgeschakeld             | Uitgeschakeld             |
| 45     | Lai Yu-yen           | Chinees Taipei      | 145,70                    | 45                        | Uitgeschakeld             | Uitgeschakeld             |
| –      | Alisa Zakaryan       | Armenië             | Heeft zich teruggetrokken | Heeft zich teruggetrokken | Heeft zich teruggetrokken | Heeft zich teruggetrokken |